# Leochilus leochilinus
Leochilus leochilinus är en orkidéart som först beskrevs av Heinrich Gustav Reichenbach, och fick sitt nu gällande namn av Mark W. Chase och Norris Hagan Williams. Leochilus leochilinus ingår i släktet Leochilus och familjen orkidéer. Inga underarter finns listade i Catalogue of Life.